# Bedřich Rozehnal
Bedřich Rozehnal (2. června 1902 Třebětín – 11. června 1984 Brno) byl český architekt, který významně ovlivnil především zdravotnické stavby.

## Život
Narodil se roku 1902 v obci Střebětín u Letovic (dnes Třebětín v okrese Blansko). V roce 1922 maturoval na II. České státní reálce v Brně. V letech 1922–1931 studoval architekturu na České vysoké škole technické v Brně. Jeho profesory byli mj. Adolf Liebscher, Emil Králík, Jiří Kroha. Během studií byl zaměstnán v letech 1922–1924 jako učitel na obecných školách ve Voděradech a ve Svitávce a v letech 1924–1926 jako kreslič a projektant v projekční kanceláři Masarykovy university v Brně. V roce 1927 pracoval v projekční kanceláři Zemské správy v Brně. 6. července 1927 se oženil s Ludmilou Zapletalovou. Ve 20. a 30. letech spolupracoval jako výtvarník na čtyřech inscenacích s Národním divadlem v Brně. V roce 1928 byl zaměstnán v projekční kanceláři Ing. arch. Stanislava Kučery v Brně, v letech 1928–1931 pak v kanceláři prof. Ing. arch. Vladimíra Fischera v Brně. V roce 1931 ukončil studium druhou státní zkouškou na oboru architektura a pozemní stavitelství VUT v Brně v ateliéru prof. Jiřího Krohy. Námětem státnicové práce byl návrh kolektivního domu.
Až do roku 1933 byl zaměstnán v kanceláři prof. Ing.arch. Vladimíra Fischera. V roce 1933 absolvoval studijní cestu do Švýcarska, Francie, Rakouska, Belgie a Anglie. V letech 1933–1935 vedl projekt a stavbu pavilonu pro léčbu zhoubných nádorů „Dům útěchy“ v Brně na Žlutém kopci. V roce 1934 podnikl studijní cestu do Německa a Francie, v roce 1935 pak do Vídně a Curychu. V letech 1935–1937 projektoval nemocniční stavby pro Zemský úřad v Brně. 3. března 1936 se manželům Rozehnalovým narodila dcera Eva. V roce 1938 založil vlastní projektovou kancelář v Brně. V roce 1944 absolvoval autorizační zkoušku z civilního inženýrství pro architekturu a pozemní stavby.
V roce 1945 byl jmenován profesorem na odboru architektury a pozemního stavitelství VUT v Brně. Mezi jeho žáky patřil například Viktor Rudiš. V roce 1947 absolvoval studijní cestu do Finska. Ve svém bytě pořádal koncerty komorní hudby, mezi jeho hosty a přátele patřili dirigenti Rafael Kubelík a Bohumír Liška, pianista Josef Páleníček, houslista Alexandr Plocek a violoncellista Miloš Sádlo. V roce 1950 vysoko ocenil Rozehnalovo dílo (knihu Cesta k řešení nemocniční otázky města Brna) francouzský architekt Le Corbusier. V roce 1955 obdržel cenu Antonína Procházky. V roce 1956 mu byla udělena vědecká hodnost doktor technických věd a Vyznamenání Za zásluhy o výstavbu.
V roce 1960 byl ve vykonstruovaném procesu (spolu s Ing. Alexandrem Grimmem, Ing. Karlem Weingartem a Ing. Milošem Kočím) odsouzen ke čtyřem letům odnětí svobody za údajné rozkrádání majetku v socialistickém vlastnictví (honorářové a daňové nesrovnalosti). Během pobytu ve vězení v Praze v Pankrácké věznici pracoval v tzv. „Basaprojektu“. Dva projekty z tohoto období byly realizovány. Rozehnal se v té době spolu s dalšími vězněnými architekty Stanislavem Tobkem a Jaroslavem Vaculíkem podílel na návrzích vil v tajném areálu komunistických politiků ve Vystrkově u přehrady Orlík.
V roce 1962 se podařilo Rozehnalovým přátelům – mj. hudebníkům Josefu Páleníčkovi a Miloši Sádlovi – prosadit, že byl na základě dekretu prezidenta republiky Antonína Novotného propuštěn z vězení. V roce 1968 byl rehabilitován a v roce 1970 Nejvyšší soud zrušil původní soudní proces z roku 1960 jako nezákonný.
Po návratu z vězení nastoupil jako vědecký pracovník na Univerzitě Jana Evangelisty Purkyně v Brně. V roce 1965 absolvoval přednáškové turné po Německé demokratické republice, v roce 1966 pak studijní cestu do Spolkové republiky Německo a do Velké Británie. Tam se setkal s Arnoštem Wiesnerem, významným brněnským architektem meziválečného období. Téhož roku se stal vedoucím Kabinetu tvorby životního prostředí Univerzity J. E. Purkyně v Brně. V roce 1967 byla v Brně uspořádána výstava životního díla k 65. narozeninám. Výstava byla zopakována v roce 1968 v Liverpoolu a roku 1969 v Praze.
V roce 1968 byl Bedřichu Rozehnalovi po rehabilitaci vrácen profesorský titul a vrátil se na stavební fakultu VUT Brno, kde vedl mistrovský ateliér architektonické tvorby. Téhož roku mu byl udělen Řád práce. Dne 1. ledna 1969 byl ustanoven ředitelem Ústavu tvorby životního prostředí VUT Brno. Tento ústav byl v roce 1971 převeden na Univerzitu J. E. Purkyně a posléze roku 1973 bezdůvodně zrušen. Profesor Rozehnal byl penzionován.
Od roku 1973 až do své smrti prof. Rozehnal pracoval v projekčním oddělení Krajského ústavu národního zdraví v Brně. Zemřel 11. června 1984 v Brně. Je pohřben na Ústředním hřbitově v Brně.

## Dílo

### Realizované stavby (výběr)
- Rodinný dům s obchodem v Brně-Tuřanech (1930–1931)
- Léčebný ústav "Dům útěchy" na Žlutém kopci v Brně (1934–1935)
- Budova finančních úřadů v Novém Jičíně (1937)
- Nemocnice v Novém Městě na Moravě (1937–1940)
- Bodové domy s malými byty v Renneské ul. 1-13 v Brně (1937)
- Obytné domy nebo vily v Brně, Letovicích, Křtinách, Novém Městě na Moravě, Rousínově, Přerově, Dačicích, Kyjově, Kroměříži a Hodoníně.
- Školy v Prakšicích, Lesoňovicích a Valašské Polance (1938)
- Nemocnice v Kyjově (1938, realizace 1940–1943 a 1947–1948)
- Dostavba nemocnice v Dačicích (1939, realizace 1945–1947)
- Chirurgický pavilon okresní nemocnice v Kroměříži (1939, realizace 1946–1948)
- Okresní nemocnice v Hodoníně: chirurgický a interní pavilon, prosektura (1945–1949)
- Dětská nemocnice v Brně-Černých Polích, patrně nejznámější dílo B. Rozehnala (projekt 1947–1948, realizována pouze 1. etapa 1949–1954)
- Zdravotní středisko ČKD Blansko (1950)
- Okresní ústav národního zdraví v Náměšti nad Oslavou (1953)
- Výzkumný ústav motorových vozidel v Praze – Běchovicích (1961)

### Významné nerealizované projekty (výběr)
- Zemská klinická nemocnice v Brně-Bohunicích (1948),
- Klinická nemocnice v Bratislavě (1949),
- vládní hotel u Orlické přehrady (1961),
- Univerzita J. E. Purkyně v Brně (1962)

Pozůstalost Bedřicha Rozehnala je uložena v Muzeu města Brna.

### Samostatné výstavy
- Bedřich Rozehnal – architektonická tvorba 1927–1967, Svaz architektů ČSSR, Brno, 1967
- Bedřich Rozehnal – architektonická tvorba 1927–1967, University of Liverpool, Spojené království|Velká Británie, 1968
- Bedřich Rozehnal – architektonická tvorba 1927–1967, Svaz architektů ČSSR, Praha, 1969
- Bedřich Rozehnal 1902–1984, Obec architektů Brno, Galerie Stará radnice, Brno, 1992

### Účast na výstavách
- Výstava stavebnictví a bydlení, Brno, 1933
- Mezinárodní výstava, Brusel, 1935
- Výstava skupiny výtvarných umělců, Brno, 1936
- Výstava členů CIAM, Bridgewater, 1947
- Výtvarní umělci k desátému výročí osvobození, Brno, 1955

### Publikační činnost
- Typisace porodnických a novorozeneckých oddělení nemocnic, Zemský studijní a plánovací ústav, Brno, 1948 (spoluautor: prof. MUDr. Ludvík Havlásek)
- Stavba nemocnic, Sborník Vysoké školy technické, Brno, 1949
- Cesta k řešení nemocniční otázky města Brna, Zemský studijní a plánovací ústav moravskoslezský, Brno, 1949
- Nemocniční a zdravotnické stavby, skriptum Vysoké školy stavitelství, Brno, 1950
- Projekt nové klinické nemocnice v Bratislavě, signální výtisk rukopisu, Brno 1950
- Příspěvek k řešení nemocnic II. Stupně, sborník Vysoké školy stavitelství, Brno 1955
- Dispoziční řešení oblastní polikliniky, sborník VUT, Brno, 1957/IV
- Typologie staveb II, skriptum VUT Brno, SNTL, Praha, 1957
- Einige Bemerkungen zum Bau von Hochschulgebäuten in der ČSSR, Deutsche Architektur, 5/1966
- Několik poznámek k projektování nemocnic a zdravotnických zařízení, Československá hygiena, 12. 1. 1967

## Oceněná díla
V roce 2000 mu byla udělena pocta České komory architektů in memoriam.

## Jiné
Na fakultě architektury VUT v Brně je každoročně udílena cena Bedřicha Rozehnala za nejkvalitnější bakalářský projekt.